# On the Run II Tour
L'On the Run II Tour è stato il secondo tour di concerti del duo statunitense The Carters, coppia formata da Beyoncé e Jay-Z, a supporto del loro primo album in studio Everything Is Love.
Si tratta del secondo tour congiunto per il duo, dopo l'On the Run Tour del 2014.

## Antefatti
Il tour è successivo alla pubblicazione degli album Lemonade e 4:44, rispettivamente di Beyoncé e Jay-Z, nei quali entrambi raccontano i problemi della coppia e in particolare dei tradimenti del rapper. Il 16 giugno 2018 viene pubblicato a sorpresa l'album congiunto Everything Is Love, con il quale confermano la solidità del loro matrimonio tanto che si firmano con il nome d'arte The Carters (Carter è il cognome di Jay-Z). Questo tour, insieme all'album, rappresenta simbolicamente la ricongiunzione della coppia e la celebrazione dell'amore che lega i due cantanti.
È stato ufficialmente annunciato il 12 marzo 2018 tramite il profilo Instagram di Beyoncé.
La prevendita dei biglietti è iniziata il 14 marzo 2018, mentre la vendita generale è stata aperta il 19 marzo 2018. Le date di Cardiff, Glasgow, Manchester, Londra, Stoccolma e Varsavia sono andate in prevendita il 19 marzo 2018 e in vendita il 23 marzo 2018.
Il 20 marzo 2018 vengono annunciate nuove date in Nord America e in Europa, tra cui una seconda data ad Amsterdam, Parigi, Landover, East Rutherford, Chicago, Atlanta, Pasadena, Houston e Londra.
Il 31 maggio 2018 è stato annunciato che Chloe x Halle e DJ Khaled avrebbero aperto gli show della leg americana.
È iniziato il 6 giugno 2018 a Cardiff e si è concluso il 4 ottobre 2018 a Seattle.

## Scaletta
La scaletta è stata spesso criticata per l'assenza di alcuni grandi successi di Beyoncé, come Halo, Single Ladies, Love on Top, Irreplaceable, e di Jay-Z, come No Church In The Wild. Dopo l'uscita di Everything Is Love, alcuni brani dell'album sono stati introdotti nella scaletta. Alla fine della leg europea è stata introdotta APESHIT come outro, per poi diventare un'esibizione completa nella leg americana. Le altre canzoni dell'album incluse nel tour sono BLACK EFFECT, NICE e SUMMER.
Questa è la scaletta della data di Atlanta, il 26 agosto 2018, non rappresenta quella di tutte le date del tour.
1. Holy Grail
2. Part II (On the Run)
3. '03 Bonnie & Clyde
4. SUMMER
5. Drunk in Love
6. Diva / Clique
7. Dirt Off Your Shoulder
8. On to the Next One
9. FuckWithMeYouKnowIGotIt
10. Flawless / Feeling Myself
11. Naughty Girl
12. Big Pimpin'
13. NICE
14. Run This Town
15. Baby Boy
16. Mi gente (Remix) / Mine
17. BLACK EFFECT
18. Countdown
19. Sorry
20. 99 Problems
21. Ring the Alarm
22. Don't Hurt Yourself
23. I Care / 4:44
24. Song Cry / MaNyfaCedGood
25. Resentment
26. Family Feud / Upgrade U
27. Niggas in Paris
28. Beach Is Better
29. Formation
30. Run the World (Girls)
31. Public Service Annuncement
32. The Story of O.J.
33. Déjà Vu / Show Me What You Got / Do My...
34. Crazy in Love
35. Down 4 My Niggaz / Freedom
36. U Don't Know
37. Young Forever / Perfect Duet
38. APESHIT

## Artisti d'apertura
La seguente lista rappresenta il numero correlato agli artisti d'apertura nella tabella delle date del tour.
- DJ Tom Clugston = 1
- Nasty P = 2
- DJ Stylus = 3
- DeeJay Abstract = 4
- DJ Flava = 5
- DJ Eprom = 6
- DJ Teddy-O = 7
- Chloe x Halle = 8
- DJ Khaled = 9

## Date
| Data              | Città           | Stato       | Luogo                          | Apertura | Pubblico                     | Incasso      |
| Europa            | Europa          | Europa      | Europa                         | Europa   | Europa                       | Europa       |
| ----------------- | --------------- | ----------- | ------------------------------ | -------- | ---------------------------- | ------------ |
| 6 giugno 2018     | Cardiff         | Regno Unito | Principality Stadium           | 1        | 39.731 / 39.731              | $4.151.330   |
| 9 giugno 2018     | Glasgow         | Regno Unito | Hampden Park                   | 2        | 37.963 / 37.963              | $4.100.720   |
| 13 giugno 2018    | Manchester      | Regno Unito | Etihad Stadium                 | 3        | 45.097 / 45.097              | $5.677.396   |
| 15 giugno 2018    | Londra          | Regno Unito | London Stadium                 | N.D.     | 126.443 / 126.443            | $11.035.860  |
| 16 giugno 2018    | Londra          | Regno Unito | London Stadium                 | N.D.     | 126.443 / 126.443            | $11.035.860  |
| 19 giugno 2018    | Amsterdam       | Paesi Bassi | Amsterdam ArenA                | 4        | 97.869 / 97.869              | $9.753.269   |
| 20 giugno 2018    | Amsterdam       | Paesi Bassi | Amsterdam ArenA                | 5        | 97.869 / 97.869              | $9.753.269   |
| 23 giugno 2018    | Copenaghen      | Danimarca   | Telia Parken                   | N.D.     | 45.356 / 45.356              | $5.752.876   |
| 25 giugno 2018    | Stoccolma       | Svezia      | Friends Arena                  | N.D.     | 46.647 / 46.647              | $4.636.917   |
| 28 giugno 2018    | Berlino         | Germania    | Stadio Olimpico                | N.D.     | 57.155 / 57.155              | $5.697.111   |
| 30 giugno 2018    | Varsavia        | Polonia     | PGE Narodowy                   | 6        | 53.500 / 53.500              | $4.624.995   |
| 3 luglio 2018     | Colonia         | Germania    | RheinEnergieStadion            | 7        | 39.501 / 39.501              | $4.520.814   |
| 6 luglio 2018     | Milano          | Italia      | Stadio Giuseppe Meazza         | N.D.     | 49.051 / 49.051              | $4.018.996   |
| 8 luglio 2018     | Roma            | Italia      | Stadio Olimpico                | N.D.     | 40.440 / 40.440              | $3.475.543   |
| 11 luglio 2018    | Barcellona      | Spagna      | Stadio olimpico Lluís Companys | N.D.     | 46.982 / 46.982              | $4.733.549   |
| 14 luglio 2018    | Saint-Denis     | Francia     | Stade de France                | N.D.     | 111.615 / 111.615            | $10.905.089  |
| 15 luglio 2018    | Saint-Denis     | Francia     | Stade de France                | N.D.     | 111.615 / 111.615            | $10.905.089  |
| 17 luglio 2018    | Nizza           | Francia     | Allianz Riviera                | N.D.     | 33.662 / 33.662              | $3.898.880   |
| Nord America      |                 |             |                                |          |                              |              |
| 25 luglio 2018    | Cleveland       | Stati Uniti | FirstEnergy Stadium            | 8 ; 9    | 38.931 / 38.931              | $4.194.376   |
| 27 luglio 2018    | Landover        | Stati Uniti | FedExField                     | 8 ; 9    | 81.964 / 81.964              | $11.437.578  |
| 28 luglio 2018    | Landover        | Stati Uniti | FedExField                     | 8 ; 9    | 81.964 / 81.964              | $11.437.578  |
| 30 luglio 2018    | Filadelfia      | Stati Uniti | Lincoln Financial Field        | 8 ; 9    | 54.870 / 54.870              | $6.709.691   |
| 2 agosto 2018     | East Rutherford | Stati Uniti | MetLife Stadium                | 8 ; 9    | 99.755 / 99.755              | $13.886.416  |
| 3 agosto 2018     | East Rutherford | Stati Uniti | MetLife Stadium                | 8 ; 9    | 99.755 / 99.755              | $13.886.416  |
| 5 agosto 2018     | Foxborough      | Stati Uniti | Gillette Stadium               | 8 ; 9    | 47.667 / 47.667              | $6.159.980   |
| 8 agosto 2018     | Minneapolis     | Stati Uniti | U.S. Bank Stadium              | 8 ; 9    | 32.851 / 32.851              | $3.627.417   |
| 10 agosto 2018    | Chicago         | Stati Uniti | Soldier Field                  | 8 ; 9    | 86.602 / 86.602              | $12.303.099  |
| 11 agosto 2018    | Chicago         | Stati Uniti | Soldier Field                  | 8 ; 9    | 86.602 / 86.602              | $12.303.099  |
| 13 agosto 2018    | Detroit         | Stati Uniti | Ford Field                     | 8 ; 9    | 43.699 / 43.699              | $5.310.376   |
| 16 agosto 2018    | Columbus        | Stati Uniti | Ohio Stadium                   | 8 ; 9    | 35.083 / 35.083              | $3.142.160   |
| 18 agosto 2018    | Orchard Park    | Stati Uniti | New Era Field                  | 8 ; 9    | 38.053 / 38.053              | $4.262.076   |
| 21 agosto 2018    | Columbia        | Stati Uniti | Williams-Brice Stadium         | 8 ; 9    | 38.057 / 38.057              | $3.920.226   |
| 23 agosto 2018    | Nashville       | Stati Uniti | Vanderbilt Stadium             | 8 ; 9    | 35.353 / 35.353              | $4.058.910   |
| 25 agosto 2018    | Atlanta         | Stati Uniti | Mercedes-Benz Stadium          | 8 ; 9    | 105.170 / 105.170            | $14.074.692  |
| 26 agosto 2018    | Atlanta         | Stati Uniti | Mercedes-Benz Stadium          | 8 ; 9    | 105.170 / 105.170            | $14.074.692  |
| 29 agosto 2018    | Orlando         | Stati Uniti | Camping World Stadium          | 8 ; 9    | 39.423 / 39.423              | $4.749.202   |
| 31 agosto 2018    | Miami Gardens   | Stati Uniti | Hard Rock Stadium              | 8 ; 9    | 44.310 / 44.310              | $6.295.535   |
| 11 settembre 2018 | Arlington       | Stati Uniti | AT&T Stadium                   | 8 ; 9    | 41.626 / 41.626              | $5.713.125   |
| 13 settembre 2018 | New Orleans     | Stati Uniti | Mercedes-Benz Superdome        | 8 ; 9    | 40.939 / 40.939              | $5.437.147   |
| 15 settembre 2018 | Houston         | Stati Uniti | NRG Stadium                    | 8 ; 9    | 88.022 / 88.022              | $11.056.837  |
| 16 settembre 2018 | Houston         | Stati Uniti | NRG Stadium                    | 8 ; 9    | 88.022 / 88.022              | $11.056.837  |
| 19 settembre 2018 | Glendale        | Stati Uniti | State Farm Stadium             | 8 ; 9    | 37.174 / 37.174              | $4.426.568   |
| 22 settembre 2018 | Pasadena        | Stati Uniti | Rose Bowl                      | 8 ; 9    | 106.550 / 106.550            | $13.464.062  |
| 23 settembre 2018 | Pasadena        | Stati Uniti | Rose Bowl                      | 8 ; 9    | 106.550 / 106.550            | $13.464.062  |
| 27 settembre 2018 | San Diego       | Stati Uniti | SDCCU Stadium                  | 8 ; 9    | 42.953 / 42.953              | $5.445.486   |
| 29 settembre 2018 | Santa Clara     | Stati Uniti | Levi's Stadium                 | 8 ; 9    | 47.235 / 47.235              | $7.548.208   |
| 2 ottobre 2018    | Vancouver       | Canada      | BC Place                       | 8 ; 9    | 39.032 / 39.032              | $4.366.828   |
| 4 ottobre 2018    | Seattle         | Stati Uniti | CenturyLink Field              | 8 ; 9    | 40.718 / 40.718              | $4.888.994   |
| Totale            | Totale          | Totale      | Totale                         | Totale   | 2.177.049 / 2.177.049 (100%) | $253.514.982 |